# Moran Bluff
Das Moran Bluff ist ein Felsenkliff vor der Hobbs-Küste des westantarktischen Marie-Byrd-Lands. Es ragt unmittelbar westlich des Mathewson Point am Nordufer der Shepard-Insel am Nordrand des Getz-Schelfeises auf.
Die Besatzung des Eisbrechers USS Glacier unter Kapitän Edwin Anderson McDonald (1907–1988) besuchte das Kliff am 4. Februar 1962. Das Advisory Committee on Antarctic Names benannte es 1974 nach Gerald F. Moran, Baumechaniker bei der Überwinterung auf der McMurdo-Station im Jahr 1965 und auf der Plateau-Station im Jahr 1968, der zudem in den Sommermonaten zwischen 1969 und 1970 auf der Byrd-Station tätig war.